# Grenada (Kalifornija)
Grenada je naseljeno područje za statističke svrhe u američkoj saveznoj državi Kalifornija. Prema popisu stanovništva iz 2010. u njemu je živjelo 367 stanovnika.